# Claire Orcel
Pour les articles homonymes, voir Orcel.
Claire Orcel, née le 2 décembre 1997 à Uccle, est une athlète franco-belge, spécialiste du saut en hauteur. Elle concourt dans les compétitions internationales sous les couleurs de la Belgique. Elle est affiliée au Cercle Sportif La Forestoise 

## Biographie
Claire Orcel est médaillée d'argent du saut en hauteur aux Jeux de la Francophonie de 2017 à Abidjan.
Elle est championne de Belgique du saut en hauteur en 2014, 2015 et 2018. Elle remporte l'or aux Championnats de Belgique d'athlétisme en salle 2019.
Elle est sacrée championne de France 2019 à Saint-Étienne, avec un saut à 1,94 m.
Première Belge depuis Tia Hellebaut en 2005 à atteindre une finale mondiale, elle se classe 11e des championnats du monde 2019 avec 1,89 m.

## Palmarès
| Date | Compétition                   | Lieu       | Résultat | Épreuve | Résultat |
| ---- | ----------------------------- | ---------- | -------- | ------- | -------- |
| 2015 | Championnats d'Europe juniors | Eskilstuna | 7e       | Hauteur |          |
| 2016 | Championnats du monde juniors | Bydgoszcz  | 13e      | Hauteur |          |
| 2017 | Jeux de la Francophonie       | Abidjan    | 2e       | Hauteur | 1,88 m   |
| 2019 | Championnats du monde         | Doha       | 11e      | Hauteur | 1,89 m   |